# Rajd Włoch 2004
Rezultaty Rajdu Włoch (1º Supermag Rally d’Italia Sardinia), eliminacji Rajdowych Mistrzostw Świata w 2004 roku, który odbył się w dniach 1–3 października. Była to trzynasta runda czempionatu w tamtym roku i dziesiąta szutrowa oraz szósta w Junior WRC. Bazą rajdu było miasto Porto Cervo. Zwycięzcami rajdu została norwesko-brytyjska załoga Petter Solberg i Phil Mills jadący Subaru Imprezą WRC. Wyprzedzili oni francusko-monakijską załogę Sébastiena Loeba i Daniela Élenę w Citroënie Xsarze WRC oraz Hiszpanów Carlosa Sainza i Marca Martíego także w Citroënie Xsarze WRC. Z kolei zwycięzcami Junior WRC zostali Szwedzi Per-Gunnar Andersson i Jonas Andersson w Suzuki Ignisie S1600.
Rajdu nie ukończyło pięciu kierowców fabrycznych. Fin Mikko Hirvonen w Subaru Imprezie WRC nie ukończył rajdu na 2. odcinku specjalnym z powodu awarii skrzyni biegów. Z kolei jego rodak Harri Rovanperä w Peugeocie 307 WRC odpadł z rajdu na 9. oesie z powodu awarii układu elektrycznego. Estończyk Markko Märtin w Fordzie Focusie WRC na 16. oesie wycofał się z rajdu z powodu awarii turbosprężarki. Z rajdu odpadli również kierowcy Škody Fabii WRC, Niemiec Armin Schwarz i Fin Toni Gardemeister. Pierwszy z nich wycofał się na 8. oesie z powodu awarii zawieszenia, a drugi z tego samego powodu na 1. oesie.

## Klasyfikacja ostateczna (punktujący zawodnicy)
| Miejsce  | Zawodnik             | Pilot                | Samochód                | Czas      | Strata   | Grupa | Punkty |
| WRC      | WRC                  | WRC                  | WRC                     | WRC       | WRC      | WRC   | WRC    |
| -------- | -------------------- | -------------------- | ----------------------- | --------- | -------- | ----- | ------ |
| 1.       | Petter Solberg       | Phil Mills           | Subaru Impreza WRC      | 4:43:47.9 |          | A8 M  | 10     |
| 2.       | Sébastien Loeb       | Daniel Élena         | Citroën Xsara WRC       | 4:45:55.8 | +2:07.9  | A8 M  | 8      |
| 3.       | Carlos Sainz         | Marc Martí           | Citroën Xsara WRC       | 4:47:08.8 | +3:20.9  | A8 M  | 6      |
| 4.       | Andrea Navarra       | Simona Fedeli        | Subaru Impreza WRC      | 4:54:04.0 | +10:16.1 | A8    | 5      |
| 5.       | François Duval       | Stéphane Prévot      | Ford Focus WRC          | 4:54:35.9 | +10:48.0 | A8 M  | 4      |
| 6.       | Gianluigi Galli      | Guido D’Amore        | Mitsubishi Lancer Evo 8 | 5:08:59.5 | +25:11.6 | N4    | 3      |
| 7.       | Marcus Grönholm      | Timo Rautiainen      | Peugeot 307 WRC         | 5:10:27.1 | +26:39.2 | A8 M  | 2      |
| 8.       | Antony Warmbold      | Gemma Price          | Ford Focus WRC          | 5:11:51.1 | +28:03.2 | A8    | 1      |
| JWRC     |                      |                      |                         |           |          |       |        |
| 1. (9.)  | Per-Gunnar Andersson | Jonas Andersson      | Suzuki Ignis S1600      | 5:12:51.5 |          | A6    | 10     |
| 2. (11.) | Guy Wilks            | Phil Pugh            | Suzuki Ignis S1600      | 5:15:05.7 | +2:14.2  | A6    | 8      |
| 3. (12.) | Mirco Baldacci       | Giovanni Bernacchini | Suzuki Ignis S1600      | 5:15:41.7 | +2:50.2  | A6    | 6      |
| 4. (13.) | Kosti Katajamäki     | Timo Alanne          | Suzuki Ignis S1600      | 5:16:31.1 | +3:39.6  | A6    | 5      |
| 5. (14.) | Larry Cols           | Filip Goddé          | Renault Clio S1600      | 5:17:12.2 | +4:20.7  | A6    | 4      |
| 6. (15.) | Nicolas Bernardi     | Jean-Marc Fortin     | Renault Clio S1600      | 5:18:47.7 | +5:56.2  | A6    | 3      |
| 7. (16.) | Kris Meeke           | David Senior         | Opel Corsa S1600        | 5:26:22.3 | +13:30.8 | A6    | 2      |
| 8. (18.) | Alessandro Broccoli  | Giovanni Agnese      | Fiat Punto S1600        | 5:32:03.9 | +19:12.4 | A6    | 1      |

1. ↑  Litera M przy oznaczeniu grupy do której należy samochód oznacza, iż tylko ci kierowcy zdobywali punkty dla swoich zespołów liczonych w klasyfikacji producentów na koniec sezonu.

## Zwycięzcy odcinków specjalnych
| Dzień     | Odcinek | G. rozp. | Nazwa          | Długość  | Zwycięzca       | Czas    | Lider rajdu    |
| --------- | ------- | -------- | -------------- | -------- | --------------- | ------- | -------------- |
| 1 (1 PAŹ) | SS1     | 09:12    | Tantariles 1   | 28,69 km | Petter Solberg  | 21:05.6 | Petter Solberg |
| 1 (1 PAŹ) | SS2     | 10:21    | Loelle 1       | 27,45 km | Petter Solberg  | 19:57.4 | Petter Solberg |
| 1 (1 PAŹ) | SS3     | 11:00    | Tepilora 1     | 23,41 km | Sébastien Loeb  | 19:42.9 | Petter Solberg |
| 1 (1 PAŹ) | SS4     | 14:21    | Tantariles 2   | 28,69 km | Marcus Grönholm | 20:40.2 | Petter Solberg |
| 1 (1 PAŹ) | SS5     | 15:30    | Loelle 2       | 27,45 km | Marcus Grönholm | 19:21.4 | Petter Solberg |
| 1 (1 PAŹ) | SS6     | 16:09    | Tepilora 2     | 23,14 km | Petter Solberg  | 19:03.0 | Petter Solberg |
| 2 (2 PAŹ) | SS7     | 08:51    | Sas Molas 1    | 28,62 km | Petter Solberg  | 19:17.3 | Petter Solberg |
| 2 (2 PAŹ) | SS8     | 09:39    | Le Sughere 1   | 9,06 km  | Petter Solberg  | 6:28.9  | Petter Solberg |
| 2 (2 PAŹ) | SS9     | 10:31    | Tandalo 1      | 34,21 km | Petter Solberg  | 25:26.0 | Petter Solberg |
| 2 (2 PAŹ) | SS10    | 14:01    | Lovia Avra     | 4,21 km  | Petter Solberg  | 3:09.3  | Petter Solberg |
| 2 (2 PAŹ) | SS11    | 15:06    | Sas Molas 2    | 28,62 km | Marcus Grönholm | 19:04.3 | Petter Solberg |
| 2 (2 PAŹ) | SS12    | 15:51    | Le Sughere 2   | 9,06 km  | Petter Solberg  | 6:21.2  | Petter Solberg |
| 2 (2 PAŹ) | SS13    | 16:43    | Tandolo 2      | 34,21 km | Petter Solberg  | 24:54.5 | Petter Solberg |
| 3 (3 PAŹ) | SS14    | 09:13    | Limbara 1      | 18,10 km | Petter Solberg  | 13:18.8 | Petter Solberg |
| 3 (3 PAŹ) | SS15    | 09:49    | Terramala 1    | 11,59 km | Sébastien Loeb  | 8:42.6  | Petter Solberg |
| 3 (3 PAŹ) | SS16    | 10:38    | Monti di Deu 1 | 8,65 km  | Petter Solberg  | 7:53.4  | Petter Solberg |
| 3 (3 PAŹ) | SS17    | 11:36    | Limbara 2      | 18,10 km | Petter Solberg  | 13:01.7 | Petter Solberg |
| 3 (3 PAŹ) | SS18    | 12:09    | Terramala 2    | 11,59 km | Marcus Grönholm | 8:24.4  | Petter Solberg |
| 3 (3 PAŹ) | SS19    | 12:58    | Monti di Deu 2 | 8,65 km  | Petter Solberg  | 7:38.1  | Petter Solberg |

## Klasyfikacja po 13 rundach
Tabele przedstawiają tylko pięć pierwszych miejsc.

### Kierowcy
| Lp. | Kierowca        | Pkt |
| --- | --------------- | --- |
| 1   | Sébastien Loeb  | 100 |
| 2   | Petter Solberg  | 74  |
| 3   | Carlos Sainz    | 61  |
| 4   | Markko Märtin   | 59  |
| 5   | Marcus Grönholm | 49  |

### Producenci
| Lp. | Producent                   | Pkt |
| --- | --------------------------- | --- |
| 1   | Citroën Total               | 164 |
| 2   | Ford Motor Co Ltd.          | 117 |
| 3   | 555 Subaru World Rally Team | 101 |
| 4   | Malboro Peugeot Total       | 80  |
| 5   | Mitsubishi Motors           | 17  |